# Mirabile Township
Mirabile Township est un township du comté de Caldwell dans le Missouri, aux États-Unis,. En 2000, sa population s'élève à 362 habitants.

## Source de la traduction
- (en) Cet article est partiellement ou en totalité issu de l’article de Wikipédia en anglais intitulé « Mirabile Township, Caldwell County, Missouri » (voir la liste des auteurs).